# Адреналин
Адреналин или епинефрин је хормон који се производи у организму koji je uključen u regulaciju viscelarnih funkcija.(npr., disanje). Највећи део адреналина се синтетише и ослобађа из сржи надбубрежних жлезда као хормон. Само име адреналин (лат. ad+renes=на бубрегу) или епинефрин (грч. epi-+nephros=на бубрегу) указује на порекло овог хормона. У централном нервном систему неки неурони ослобађају адреналин као неуротрансмитер.
Адреналин се појављује као бела микрокристална гранула. Адреналин нормално производе надбубрежне жлезде и мали број неурона у продуженој мождини. Он игра есенцијалну улогу у одговору типа „бори се или бежи“ тако што повећава проток крви у мишиће, рад срца деловањем на СА чвор, одговор проширења зеница и ниво шећера у крви. То се остварује тако што се везује за алфа и бета рецепторе. Он се може наћи се код многих животиња, укључујући људе, и неких једноћелијских организама. Такође је изолован из биљке Scoparia dulcis која је нађена у Северном Вијетнаму.

## Распрострањеност
- Највећи део адреналина потиче из сржи надбубрежних жлезда. Оне секретују адреналин у крв и путем крви адреналин доспева до готово свих органа где се везује за рецепторе и остварује своју функцију.
- Неке нервне ћелије смештене у продуженој мождини у области ростралне-вентро-латералне продужене мождине (РВЛПМ) (предње-трбушно-бочног дела продужене мождине) секретују адреналин на својим нервни завршецима. Ови неурони учествују у барорецепторком рефлексу. Барорецептори су специјалне сензорне ћелије које се налазе у зиду великих артерија: аорте у аортном луку (лат. arcus aortae) и каротидним артеријама (лат. arteria carotis comunis). Имају улогу у регулацији крвног притиска.
- Адреналин заједно са норадреналином припада симпатичком нервном систему.

## Улога
Адреналин је један од хормона стреса. Услед стресне реакције долази до лучења адреналина из надбубрежне жлезде. Путем крви долази до готово свих органа где изазива следеће промене (у загради су наведени главни рецептори преко којих се постиже дејство):
- убрзање рада срца (ß1)
- повећање снаге срца (β1)
- сужење крвних судова (вазоконстрикција) (α1) периферног ткива, али проширење (вазодилатација) крвних судова срца, мозга, неких мишића (β2) и још неких битних органа.
- ширење бронхија (бронходилатација) (ß2)
- стварање топлоте (ß2)
- разградња гликогена и повећање концентрације глукозе у крви (ß2)
- разградња масног ткива и повећање концентрације слободних масних киселина у крви (ß1)
- проширење зеница (мидријаза)...

Адреналин припрема организам за борбу или бег.

## Метаболизам и дејство адреналина

### Синтеза
Адреналин заједно са допамином и норадреналином припада групи катехоламина. Сви катехоамини се синтетишу из аминокиселине тирозин. Синтеза се врши директно у нервним завршецима адренергичких неурона, односно ћелија сржи надбубрежних жлезди, који поседују ензиме неопходне за ову синтезу. Тирозин се транспортује из спољашње средине, мада се може произвести из аминокиселине фенилаланин у ћелијама. Најпре се тирозин хидроксилише уз помоћ тирозинхидроксилазе до дихидроксифенилаланина (ДОПА). Затим се ДОПА процесом декарбоксилације уз дејство ензима декарбоксилаза ароматичних аминикиселина преведе у допамин. Допамин се хидроксилише преко ензима допаминхидроксилаза и настаје норадреналин, још један од неуротрансмитера. На крају се додаје метил група преко ензима фенилетаноламин-Н-метилтрансфераза и из норадреналина настаје адреналин.
| Биосинтетички путеви за катехоламине и траг амине у људском мозгу Епинефрин примарни · пут мање · заступљени · пут Код људи, катехоламини и фенетиламинергички траг амини су изведени из аминокиселине L-фенилаланин. |

Адреналин се складишти у синаптичким везикулама, односно везикулама ћелија сржи надбубрежних жлезда, одакле се и ослобађа процесом егзоцитозе.

### Дејство
Адреналин испољава дејство везујући се за одговарајуће рецепторе. Постоје α и β рецептори.
α рецептори се деле на α1 и α2, а β на β1, β2 рецепторе. Адреналин се везује и за α и за β рецепторе подједнаким афинитетом (можда ипак за β рецепторе нешто јаче), док се неуротрансмитер норадреналин везује нешто јаче за α рецепторе. Одатле потиче и мала разлика у дејству ових веома сличних супстанци, тако да нпр. адреналин преко β2 рецептора може деловати вазодилататорно, а преко α1 вазоконстрикторно, док норадреналин делује више преко α1 рецептора вазоконстрикторно.
Сви рецептори су повезани са Г протеином.
α1-рецептори активирају преко протеина-Г фосфолипазу Ц, која доводи до даљих промена.
α2-рецептори инхибирају преко протеина-Г аденилциклазу-смањује се концентрација цАМП-а, отварају се калијумски канали, а затварају калцијумски. Ови рецептори имају инхибиторно дејство.
ß1, ß2-рецептори активирају преко протеина-Г аденилциклазу, што доводи до даљих промена као нпр. разградња гликогена, разградња масти...

### Инактивација адреналина
Адреналин је врло кратко активан, а затим се инактивира реапсорпцијом у нервне завршетке. У њиховој цитоплазми се разграђује путем ензима моноаминооксидаза (МАО) и катехоламин-О-метилтрансфераза (ЦОМТ) или поново складишти у везикуле. Производи инактивације су метанефрин, хемованилинска киселина и ванилин манделична киселина. Концентрација ванилин манделичне киселине се може мерити у мокраћи, што игра улогу у дијагнози неких болести.

## Поремећаји
- Феохромоцитом

Феохромоцитом је тумор који производи и ослобађа катехоламин и серотонин. Карактерише се наглим нападима високог крвног притиска (хипертензија), црвенила (енгл. flush) и повраћања.